# لونا ۱۱

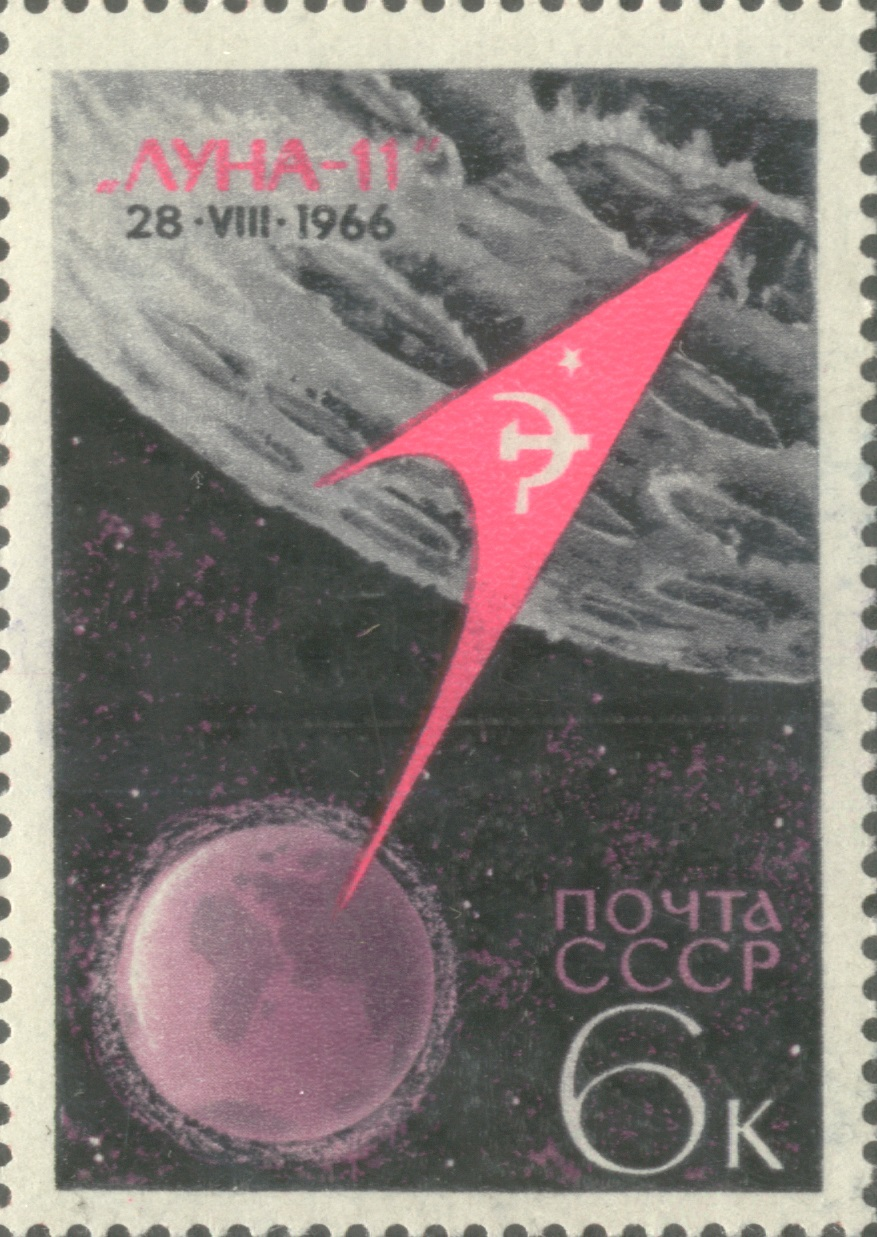
تمبر یادبود اتحاد جماهیر شوروی به مناسب پرتاب لونا ۱۱ در سال ۱۹۶۶

لونا ۱۱ (به انگلیسی: Luna 11) یا لونیک ۱۱ (به انگلیسی: Lunik 11) یک فضاپیمای بدون سرنشین برنامه لونا ساخت اتحاد جماهیر شوروی سوسیالیستی بود. این فضاپیما به فضا پرتاب شد و در ۲۷ اوت ۱۹۶۶ در مدار کره ماه قرار گرفت.